# 圆滑果
圆滑果（学名：Vangueria edulis）为茜草科圆滑果属下的一个种。